# Roßbach (Gemeinde Friesach)
Roßbach ist eine Ortschaft in der Gemeinde Friesach im Bezirk Sankt Veit an der Glan in Kärnten (Österreich). Die Ortschaft hat 49 Einwohner (Stand 1. Jänner 2024). Sie liegt auf dem Gebiet der Katastralgemeinde St. Salvator.

## Lage

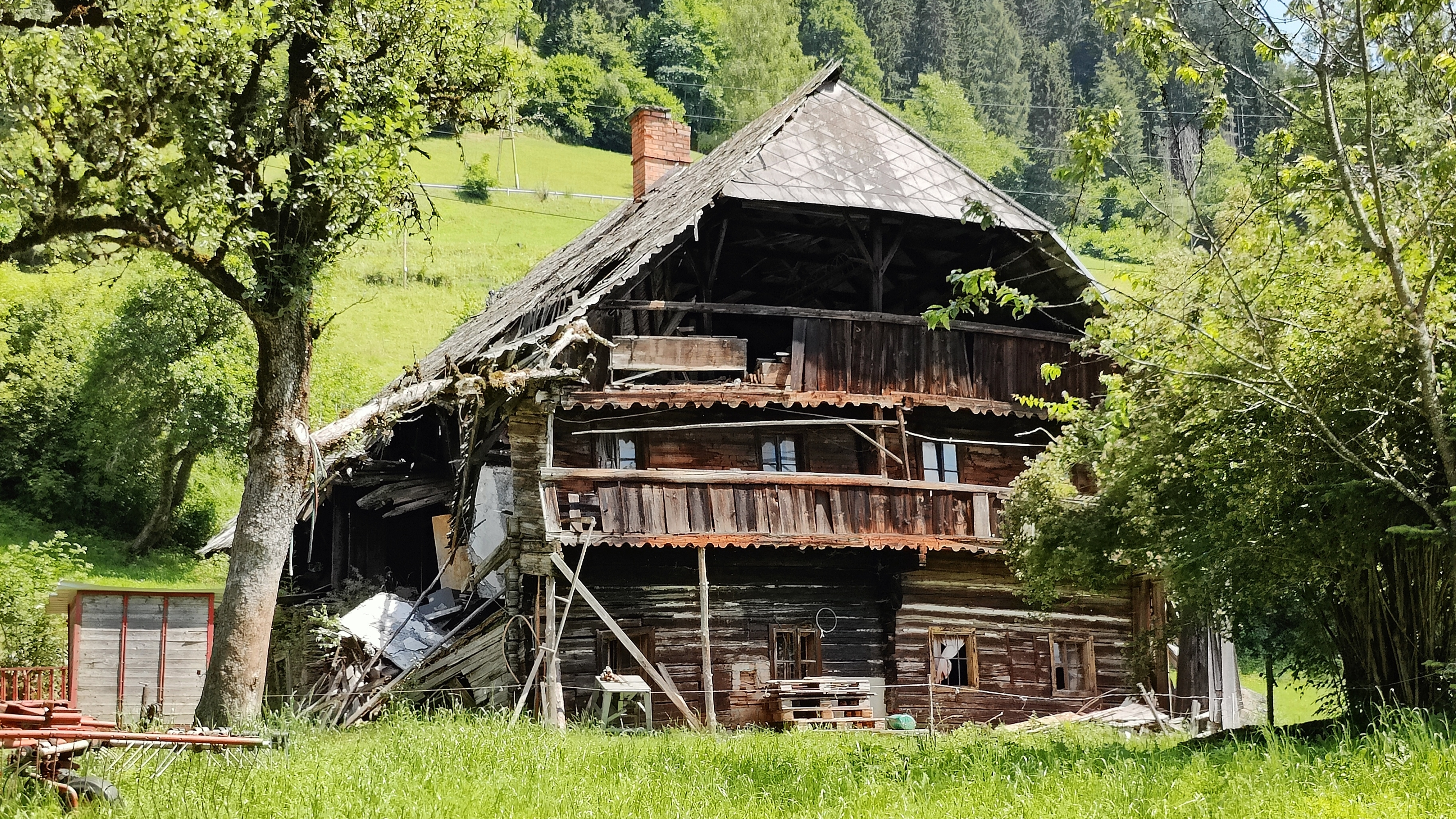
Roßbach Nr. 3 vulgo Mühlhube

Die Ortschaft liegt im äußersten Nordwesten der Gemeinde Friesach, in den Metnitzer Alpen, nordwestlich des Dorfs Ingolsthal, am Oberlauf des Roßbachs und an den umliegenden steilen Hängen. Zum Ort gehören die Höfe Seidl/Seidl im Bach (Haus Nr. 1), Mühlhube (Nr. 3), Bachlerhube (Nr. 4), Oberer Ofner (Nr. 5), Unterer Ofner (Nr. 6), Priewalder (Nr. 7), Auer (Nr. 8), Muralt/Murald (Nr. 9), Ebner/Ebner in Moos (Nr. 10), Oberer Kreuzer (Nr. 12), Unterer Kreuzer (Nr. 13) und Kobald (Nr. 14). Diese Höfe liegen auf einer Seehöhe zwischen etwa 670 m (Seidl am Bach) und 1240 m (Oberer Kreuzer); noch höher liegen die Almhütten Tonnerschweighütte und Auerhütte. Die meisten Höfe werden vom Oberlauf des Roßbachs aus angefahren, lediglich der Hof Kobald ist nur über Gwerz erreichbar.

## Geschichte
Auf dem Gebiet der Steuergemeinde St. Salvator liegend, gehörte Roßbach in der ersten Hälfte des 19. Jahrhunderts zum Steuerbezirk Dürnstein. Bei Gründung der Ortsgemeinden in Verbindung mit den Verwaltungsreformen Mitte des 19. Jahrhunderts kam Roßbach an die Gemeinde St. Salvator. Seit der Gemeindestrukturreform von 1973 gehört der Ort zur Gemeinde Friesach.

## Bevölkerungsentwicklung
Für die Ortschaft ermittelte man folgende Einwohnerzahlen:
- 1869: 14 Häuser, 110 Einwohner[2]
- 1880: 15 Häuser, 102 Einwohner[3]
- 1890: 14 Häuser, 106 Einwohner[4]
- 1900: 14 Häuser, 100 Einwohner[5]
- 1910: 17 Häuser, 99 Einwohner[6]
- 1923: 13 Häuser, 99 Einwohner[7]
- 1934: 97 Einwohner[8]
- 1961: 16 Häuser, 75 Einwohner (davon Auerhütte 1 Haus, 0 Einwohner; Tonnerschweighütte 1 Haus, 0 Einwohner)[9]
- 2001: 13 Gebäude (davon 11 mit Hauptwohnsitz) mit 14 Wohnungen; 47 Einwohner und 1 Nebenwohnsitzfall; 12 Haushalte; 0 Arbeitsstätten, 11 land- und forstwirtschaftliche Betriebe[10]
- 2011: 15 Gebäude, 42 Einwohner, 14 Haushalte, 0 Arbeitsstätten[11]
- 2021: 15 Gebäude, 50 Einwohner, 15 Haushalte, 5 Arbeitsstätten[12]